# Новобирюсинское муниципальное образование
Новобирюсинское муниципальное образование — муниципальное образование со статусом городского поселения в 
Тайшетском районе Иркутской области России. 
Административный центр — рабочий посёлок Новобирюсинский.

## Население
| 2010 | 2011  | 2012  | 2013  | 2014  | 2015  | 2016  | 2017  | 2021  |
| ---- | ----- | ----- | ----- | ----- | ----- | ----- | ----- | ----- |
| 4767 | ↘4749 | ↘4659 | ↘4606 | ↘4594 | ↘4519 | ↘4505 | ↘4463 | ↘3489 |

По результатам Всероссийской переписи населения 2010 года численность населения муниципального образования составила 4767 человек, в том числе 3381  мужчин и 1386 женщин.

## Населенные пункты
В состав муниципального образования входят населенные пункты
- Новобирюсинский[10]